# Лопатино (Торбеєвський район)
Лопа́тино (рос. Лопатино, ерз. Лопатино) — село у складі Торбеєвського району Мордовії, Росія. Входить до складу Сургодського сільського поселення.
Населення — 245 осіб (2010; 281 у 2002).
Національний склад станом на 2002 рік:
- мокшани — 92 %